# Джованні Інверніцці (футболіст, 1931)
Джованні Інверніцці (італ. Giovanni Invernizzi, 26 серпня 1931, Альбаїрате — 28 лютого 2005, Мілан) — італійський футболіст, що грав на позиції півзахисника, зокрема, за клуб «Інтернаціонале», а також національну збірну Італії.
По завершенні ігрової кар'єри — тренер, відомий насамперед роботою з тим же «Інтером», який приводив до перемоги у чемпіонаті Італії 1970/71.

## Клубна кар'єра
Народився 26 серпня 1931 року в Альбаїрате. Вихованець футбольної школи клубу «Інтернаціонале». Дорослу футбольну кар'єру розпочав в основній команді того ж клубу в сезоні 1949/50. Відразу закріпитися в основному складі рідної команди юному гравцеві не вдалося, і свій перший досвід регулярних виступів на дорослому рівні він здобував, граючи на правах оренди за «Дженоа», «Трієстину» та «Удінезе».
1954 року, повернувшись із чергової оренди, залишився в лавах «нераззуррі», де був одним із основних гравців протягом шести сезонів.
Залишивши «Інтер» у 1960 році, провів по ожному сезону у вищолігових «Торіно» та «Венеції», а завершував ігрову кар'єру протягом 1962—1964 років виступами за «Комо», за який провів по одному сезону у другому і третьому італійських футбольних дивізіонах. 

## Виступи за збірні
1954 року залучався до складу молодіжної збірної Італії. На молодіжному рівні зіграв у 4 офіційних матчах.
На початку 1958 року в рамках відбору ЧС-1958 провів свій єдиний офіційний матч у складі національної збірної Італії.

## Кар'єра тренера
Завершивши ігрову кар'єру, повернувся до клубної структури рідного «Інтернаціонале», де до 1970 року тренував команду дублерів, а в листопаді 1970 року змінив Еріберто Ерреру на посаді головного тренера основної команди «Інтера». Тренерський дебют на рівні дорослих команд вивився надзвичайно вдалим — очолювана молодим тренером команда в сезоні 1970/71 здобула перемоги у 18 з 25 ігор першості Італії, зокрема видавши серію із 23 ігор без поразок, і водинадцяте в історії клубу стала чемпіоном країни.
Сезон 1971/72 на внутрішній арені діючиі чемпіони Італії провалили, посівши лише п'яте підсумкове місце в СЕрії A. Натомість міланська команда успішно виступила в тогорічному Кубку європейських чемпіонів, сягнувши фіналу змагання, де, утім, поступилася амстердамському «Аяксу» із зірковим Йоганом Кройфом у складі.
По ходу сезону 1972/73 «Інтер» знову не демонстрував чемпіонської гри, і в березні 1973 року Інверніцці пішов у відставку з посади його головного теренера.
Згодом у середині 1970-х попрацював у Серії B з командами «Таранто» та «Бриндізі», а останнім місцем його тренерської роботи була третьолігова «П'яченца», головним тренером якої Інверніцці був у липні-листопаді 1976 року.
Помер 28 лютого 2005 року на 74-му році життя в Мілані.

## Статистика виступів

### Статистика виступів за збірну
| Дата      | Місто   | Господарі         | Результат | Гості  | Турнір            | Голи | Примітки |
| --------- | ------- | ----------------- | --------- | ------ | ----------------- | ---- | -------- |
| 15-1-1958 | Белфаст | Північна Ірландія | 2 – 1     | Італія | Відбір до ЧС 1958 | -    |          |
| Усього    |         | Матчів            | 1         |        | Голів             | 0    |          |

## Титули і досягнення

### Як тренера
- Чемпіон Італії (1):

«Інтернаціонале»: 1970-1971